# مگس‌گیر شکم‌گوگردی
مگس‌گیر شکم‌گوگردی (نام علمی: Miodynastes luteiventris) مگس‌گیر ژیان‌مرغ بزرگی است. این پرنده از جزایر آسمانی مادریایی در آریزونا، جنوب غربی نیومکزیکو و شمال سونورا، مکزیک تا کاستاریکا زادآوری می‌کند. آنها کوچگران (مهاجران) مسافت کوتاهی هستند که زمستان‌ها را در کوهپایه‌های آند شرقی کلمبیا، اکوادور، پرو، بولیوی و برزیل می‌گذرانند و مهاجران گذرگاهی در بخش‌های جنوبی آمریکای مرکزی هستند.